# Южный сельсовет (Дагестан)
Ю́жный сельсове́т — административно-территориальная единица и муниципальное образование со статусом сельского поселения в Кизлярском районе Дагестана Российской Федерации.
Административный центр — село Южное. В январе 1932 года на базе пяти мелких разрозненных сельхозартелей «Утро», «Труд», «Заря», «Восход» и «Красное Знамя» был образован колхоз «Победа».В 1947 году начали строить животноводческий комплекс. Широким фронтом развернулось строительство индивидуальных домов. Правление колхоза значительное внимание уделяло строительству объектов культурного значения. К 1957 году в с. южное построили восьмилетнюю школу, в 1958 году построили детский сад на 100 мест, к 1962 году построен клуб на 400 мест, магазин, медпункт, дорога с твердым покрытием. На центральной усадьбе колхоза в селе имени Кирова, построен клуб на 300 мест, контора правления колхоза, магазин, детский сад на 80 мест, дорога. Все строительство вели хозспособом. 

## Население
| 2002  | 2010  | 2012  | 2013  | 2014  | 2015  | 2016  |
| ----- | ----- | ----- | ----- | ----- | ----- | ----- |
| 2460  | ↗2835 | ↗2948 | ↗3043 | ↗3167 | ↗3263 | ↗3308 |
| 2017  | 2018  | 2019  | 2020  | 2021  | 2023  | 2024  |
| ↗3368 | ↗3456 | ↗3534 | ↗3601 | ↗3971 | ↗4047 | ↗4094 |
| 2025  |       |       |       |       |       |       |
| ↗4149 |       |       |       |       |       |       |

## Состав
| № | Населённый пункт | Тип населённого пункта       | Население |
| - | ---------------- | ---------------------------- | --------- |
| 1 | имени Кирова     | село                         | ↗804      |
| 2 | Речное           | село                         | ↗494      |
| 3 | Южное            | село, административный центр | ↗2673     |